# Jazz Festival Willisau
Das Jazz Festival Willisau gehört seit seinem Beginn im Jahre 1975 auch international zu den wichtigsten Ereignissen der zeitgenössischen Jazz-Szene. Es findet in Willisau im Kanton Luzern in und um die Festhalle statt. zunächst verwurzelt im Free Jazz. 
Seit vielen Jahren werden Teile des Festivals live vom Schweizer Radio übertragen. Über 50 Konzerte wurden als Schallplatte (LP) oder Compact Disc (CD) veröffentlicht (unter anderem auf HatHut Records). Lange Jahre war es das kleinere Gegenstück zum Moers Festival, da es ein ähnliches Festivalprogramm präsentiert.

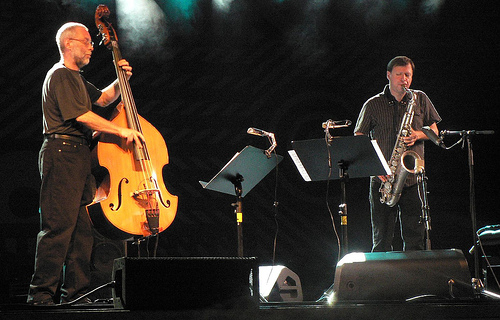
Dave Holland und Chris Potter beim Jazz Festival Willisau 2007

Bereits seit 1966 organisierte der Grafiker Niklaus Troxler Jazzkonzerte. Daraus entwickelte sich «Jazz in Willisau» mit einer Konzertreihe im Winterhalbjahr und dem Festival im Spätsommer. In den Anfängen war es verwurzelt im Free Jazz. Der Pianist Keith Jarrett nannte Willisau „one of the best places for music in the world“.
Troxler hat 2011 das Festivalarchiv mit 250 Magnetbändern, 123 Digital Audio Tapes mit Konzertmitschnitten, ausserdem Programmhefte, Presseberichte und Plakate als Schenkung an die Hochschule Luzern übergeben, wo sie professionell archiviert wurde. Seit 2010 organisiert sein Neffe Arno Troxler das Festival.